# Nycerella sanguinea
Nycerella sanguinea är en spindelart som först beskrevs av Peckham, Peckham 1896.  Nycerella sanguinea ingår i släktet Nycerella och familjen hoppspindlar. Inga underarter finns listade i Catalogue of Life.